# 구위
구위는 투수가 공을 던졌을때의 그공의 위력을 구위라고 한다. 구위는 높을수록 투수한테 유리하며 공이 묵직해지고 돌직구처럼 될수있다.